# 1889 w polityce

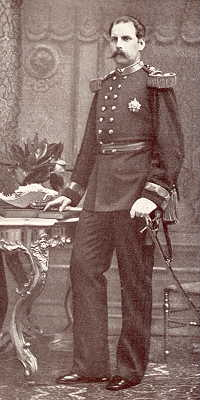
August, książę Coimbry

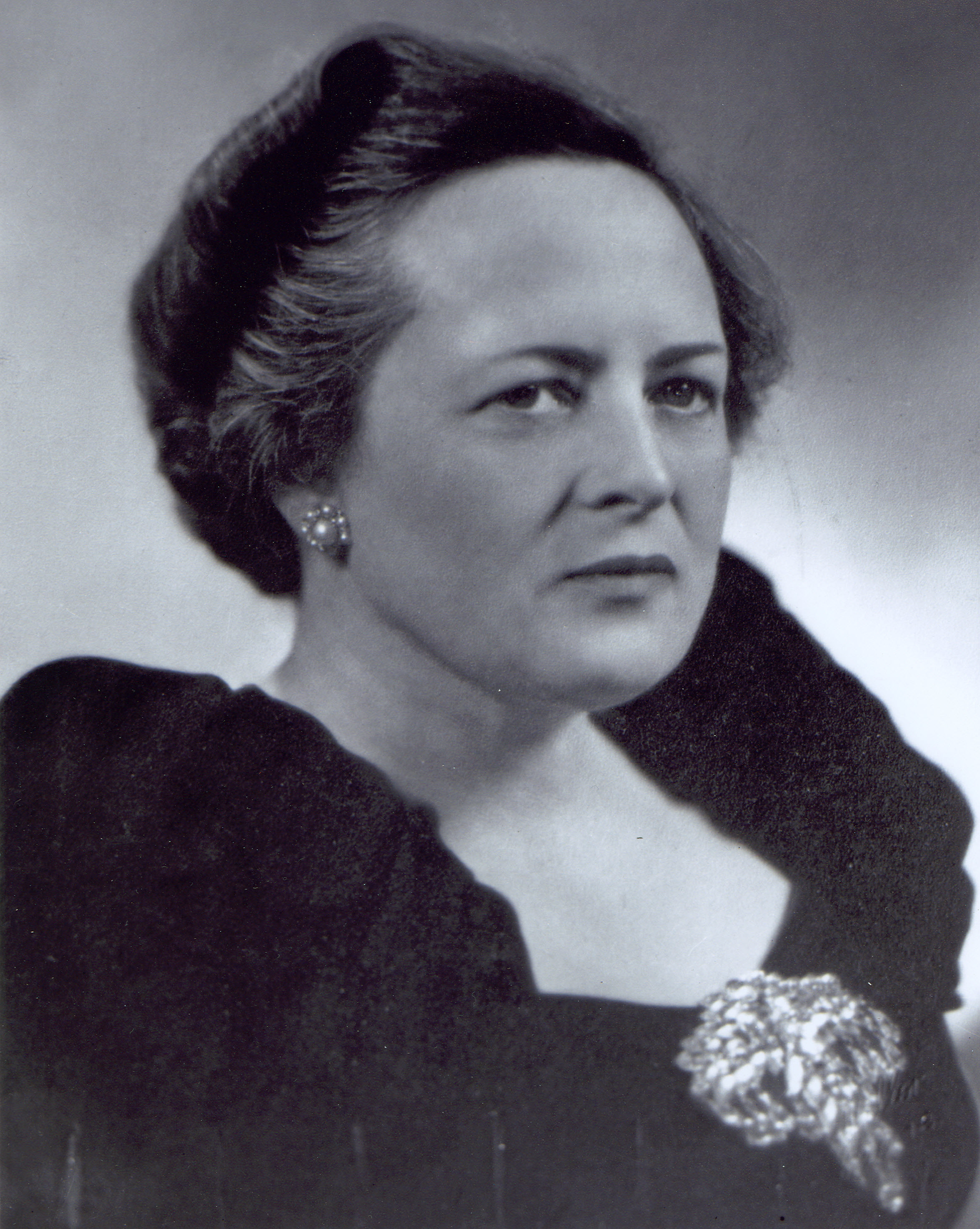
Vera Cahalan Bushfield

Wydarzenia polityczne w 1889 roku.

## Wydarzenia
- 30 stycznia Rudolf Habsburg-Lotaryński, następca tronu Austrii i jego kochanka Maria Vetsera popełnili samobójstwo w Mayerlingu[1].

## Urodzili się
- 20 kwietnia Adolf Hitler, dyktator III Rzeszy Niemieckiej[2].
- 9 sierpnia Vera Cahalan Bushfield, amerykańska polityk[3].

## Zmarli
- August, książę Coimbry[4].